# Barnis
Barnis (Barnīs, hist. Berenike, Berenice) – miejscowość i port przy przylądku Ras Banas w południowo-wschodniej części Egiptu, położone nad Morzem Czerwonym (Riwiera Morza Czerwonego), ok. 450 km na południe od Hurghady, 145 km na południe od Marsa Alam.
Miasto Berenike założył w III wieku p.n.e. faraon Ptolemeusz II. Nazwa miejscowości pochodzi od imienia jego matki – Bereniki. Znajduje się tu port oraz stanowisko archeologiczne – ruiny starożytnego portu Berenike Troglodytica. Początkowo port służył do przeładunku transportów słoni afrykańskich. Niektóre z głównych celów podróży statków handlowych wypływających z portu znajdowały się w delcie Indusu, w Muziris i Arikamedu w Indiach, z których przywożono przyprawy i kamienie szlachetne. Z Chin sprowadzano jedwab; kość słoniową ze wschodniej Afryki, a kadzidła i mirrę z Arabii. Z portu towary transportowano drogą lądową do Koptos nad Nilem.
Wokół miejscowości znajdują się szczyty górskie Dżabal Farajid i Bereke Bodkin – jedna z największych igieł skalnych północnej Afryki i Bliskiego Wschodu.
W Barnis znajduje się Muzeum Beduińskie oraz ruiny świątyni Serapisa odkryte w XIX wieku przez Belzoniego.
Miejscowość jest niedostępna dla turystów z uwagi na bazę marynarki wojennej.

## Polsko-amerykańska ekspedycja archeologiczna w Berenike
Badania ekspedycji polsko-amerykańskiej na stanowisku Berenike (The Berenike Project) trwają od 2008 roku, kierują nimi S.E. Sidebotham z Uniwersytetu Delaware w USA oraz Iwona Zych z Centrum Archeologii Śródziemnomorskiej UW. Projekt stanowi kontynuację wcześniejszych badań amerykańsko-holenderskich prowadzonych w latach 1994–2001 pod kierunkiem S.E. Sidebothama oraz W.Z. Wendricha. Poza pracami wykopaliskowymi przeprowadzone zostały przez Tomasza Herbicha z Instytutu Archeologii i Etnologii PAN badania nieinwazyjne, w wyniku których powstała mapa magnetyczna całego stanowiska. Zidentyfikowano dzięki temu między innymi pozostałości hellenistycznych monumentalnych zabudowań fortowych, badanych w ramach ekspedycji polsko-amerykańskiej przez Marka Woźniaka z CAŚ UW. W komorze bramy wczesnohellenistycznego Berenike odkryto wykutą w skale studnię, której zbadanie pozwoliło archeologom na rekonstrukcję historii wczesnohellenistycznej fortecy. The Berenike Project koncentruje się na odkrywaniu i rekonstrukcji starożytnego krajobrazu południowo-zachodniej zatoki, która identyfikowana jest z portem. Przypływały tu statki z dalekich Indii, a także z południowych obszarów Morza Czerwonego, południowej Arabii czy wschodniej Afryki. Podczas badań odsłonięto zabudowania warsztatowe, pozostałości desek statków, lin, cum, a także tzw. portowy temenos z dwiema budowlami o charakterze najprawdopodobniej świątynnym, nazwanymi Lotus Temple i Square Feature. Jednym z najciekawszych odkryć jest cmentarzysko psów, kotów i małpek, złożone z prawie 100 szkieletów tych zwierząt.